# União das Freguesias de Crespos e Pousada
Die União das Freguesias de Crespos e Pousada ist eine portugiesische Gemeinde (Freguesia) im Kreis (Concelho) Braga, Distrikt Braga, im Nordwesten Portugals.

## Geschichte
Die Gemeinde entstand im Zuge der Gebietsreform vom 29. September 2013 durch die Zusammenlegung der ehemaligen Gemeinden Crespos und Pousada.
Crespos wurde Sitz der neuen Verwaltung.

## Demographie

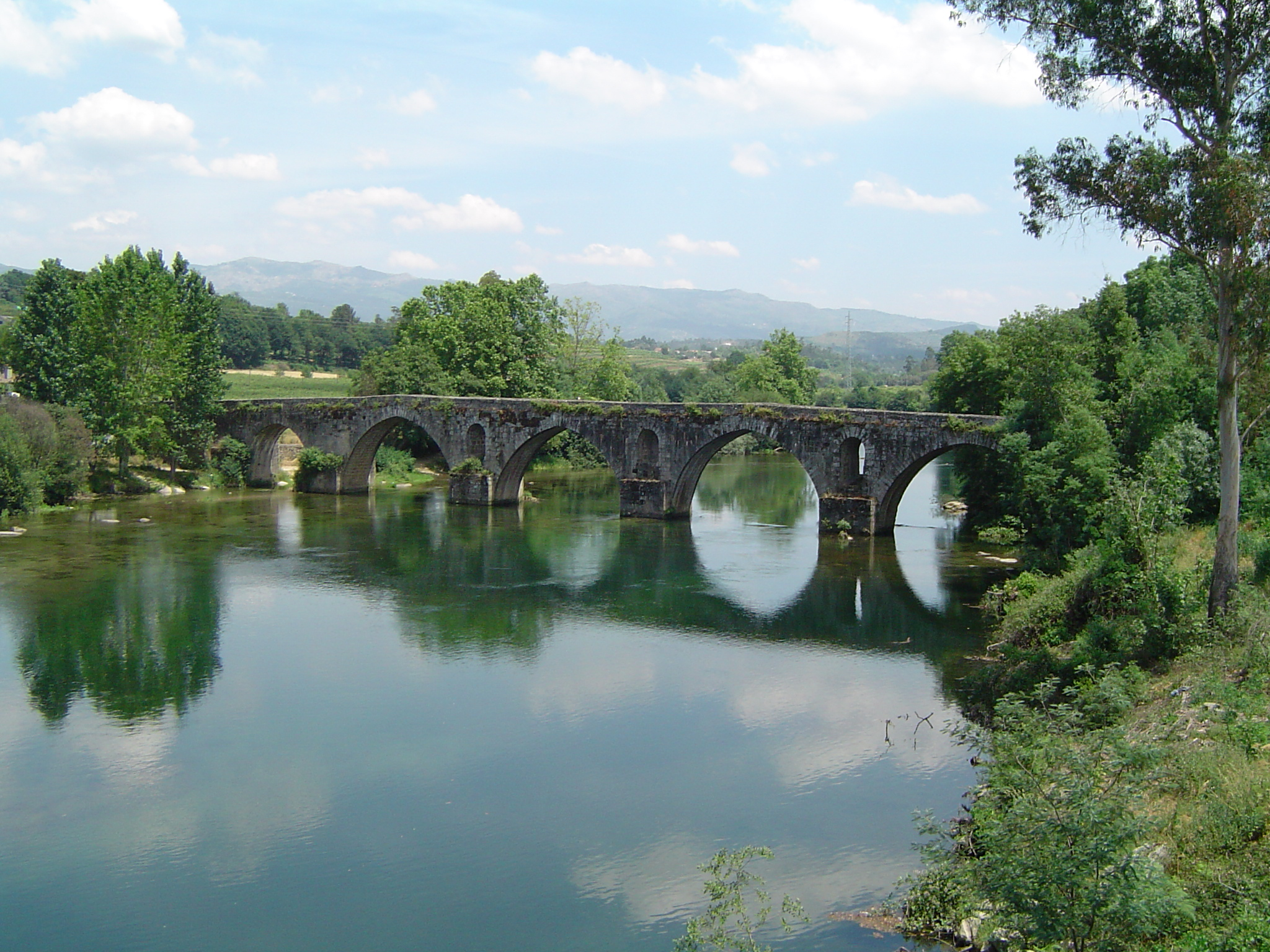
Mittelalterliche Brücke Ponte do Porto in Pousada

| Freguesia | Freguesia         | Freguesia | Freguesia       | ehemalige Freguesias | ehemalige Freguesias | ehemalige Freguesias | ehemalige Freguesias |
| --------- | ----------------- | --------- | --------------- | -------------------- | -------------------- | -------------------- | -------------------- |
| Wappen    | Freguesia         | Einwohner | Fläche in (km²) | Wappen               | Freguesia            | Einwohner            | Fläche in (km²)      |
|           | Crespos e Pousada | 1231      | 7,34            |                      | Crespos              | 893                  | 3,78                 |
|           | Crespos e Pousada | 1231      | 7,34            | Pousada              | 442                  | 3,56                 |                      |